# Турель, Дженни
Дже́нни Туре́ль (англ. Jennie Tourel, настоящая имя и фамилия Эйжения (Eischenija, Евгения) Давидсон; 9 (22) июня 1903, Витебск — 23 ноября 1973, Нью-Йорк) — американская певица (меццо-сопрано) и музыкальный педагог белорусского происхождения.
Родилась 22 июня 1903 года в Витебске в еврейской семье, отец Соломон Борухович Давидсон родился 13 декабря 1875 г. в Полоцке, мать Песя (Pesse) Мовшевна Давидсон, урожд. Шулькина, родилась 10 сентября 1878 г. в Витебске. Братья и сестры: Дора Давидсон, родилась 20 сентября 1905 г. в Полоцке, Рахиль Давидсон, родилась 24 октября 1909 г. в Полоцке, Мозес Давидсон, родился 24 октября 1909 г. в Полоцке. В детстве Евгения училась игре на флейте и фортепиано. После Октябрьской революции уехала с семьёй в Данциг, затем жила в Берлине, в Швейцарии и наконец оказалась в Париже, где начала всерьёз учиться пению у Рейнальдо Хана и Анны Эль-Тур. Псевдоним Дженни Турель представляет собой перевёрнутую фамилию её главной учительницы (хотя позднее Турель это отрицала). Дебютировала 27 января 1929 года на сцене парижской Русской оперы в маленькой партии Половецкой девушки в опере Бородина «Князь Игорь». Дирижировавший спектаклем Эмиль Купер, также эмигрант из России, пригласил начинающую певицу в США, где она выступала во второстепенных партиях в начале 1930-х годов в Чикагской опере. Вернувшись в Париж в 1933 году, Турель поступила в труппу Опера-Комик, где на протяжении 1930-х годов пела Кармен в опере Бизе, Керубино в «Свадьбе Фигаро» Моцарта, Адальджизу в «Норме» Беллини и другие. В 1937 году Турель вновь предприняла попытку закрепиться в США, но на протяжении сезона имела возможность лишь эпизодически петь на сцене Метрополитен-опера.
В 1940 году Турель удалось бежать из Франции перед самым началом гитлеровской оккупации. Через Испанию и Португалию она в третий раз добралась до США. В 1943 году Турель вновь была принята в труппу Метрополитен-опера и выступала на сцене этого знаменитого театра на протяжении четырёх сезонов. В 1946 году Турель получила американское гражданство.
Основные успехи Турель были связаны не с оперными, а с камерными и концертными выступлениями. Наиболее значительной страницей в её творческой биографии было содружество с Леонардом Бернстайном. Турель впервые исполнила несколько вокальных циклов Бернстайна, участвовала в премьере его Симфонии «Иеремия» (1944), а в ознаменование победы Израиля в Шестидневной войне исполнила её в Иерусалиме. Турель также была участницей первого американского исполнения кантаты Прокофьева «Александр Невский» (7 марта 1943, дирижёр Леопольд Стоковский) и премьеры оперы Стравинского «Похождения повесы» (Венеция, 11 сентября 1951).
В поздние годы Турель преподавала в Джульярдской школе. Среди её учеников были, в частности, Фэйт Ишем и Барбара Хендрикс, вспоминающая о ней: «Для меня она была очень важна. Потому что я нуждалась именно в том, что г-жа Турель могла мне дать, — в примере большого художника».